# Ewa Damek
Ewa Maria Damek (ur. 9 sierpnia 1958 we Wrocławiu) – polska matematyk, specjalizująca się w analizie harmonicznej, nauczyciel akademicki.

## Życiorys
Po ukończeniu w 1977 III LO we Wrocławiu odbyła studia wyższe w latach 1977-1982 na Wydziale Matematyki, Fizyki i Chemii Uniwersytetu Wrocławskiego. Stopień naukowy doktora nauk matematycznych uzyskała w 1987 roku na podstawie pracy pt. Lewoniezmiennicze operatory eliptyczne zdegenerowane na półprostych rozszerzeniach grup jednorodnych, napisanej pod kierunkiem prof. Andrzeja Hulanickiego. W 1994 roku otrzymała stopień naukowy doktora habilitowanego na podstawie rozprawy pt. Brzegi i całki Poissona dla podeliptycznych operatorów niezmienniczych na działanie nilpotentnych i rozwiązalnych grup Liego.
Bezpośrednio po zakończeniu studiów podjęła pracę na Uniwersytecie Wrocławskim, początkowo jako asystent, następnie adiunkt, od 1997 roku na stanowisku profesora nadzwyczajnego. W 2000 roku uzyskała tytuł profesora. Aktywnie uczestniczy wielu międzynarodowych konferencji naukowych oraz jako profesor wizytujący w uniwersytetach w Stanach Zjednoczonych, Szwecji, Francji i Włoszech. Wyróżniła się również jako organizatorka udanych „Letnich Szkół dla Studentów” w Tucznie, które przyciągnęły także młodzież z zagranicy. W latach 1994–1998 kierowała Studium Doktoranckim w Instytucie Matematycznym UWr., a od 1998 roku zajmowała się realizacją programu „Tempus”, finansującego restrukturyzację studiów matematycznych i informatycznych na Wydziale Matematyki i Informatyki UWr. W latach 2002–2008 była dyrektorem Instytutu Matematycznego UWr. Została odznaczona Krzyżem Kawalerskim Orderu Odrodzenia Polski.
Wypromowała 8 doktorów, w tym Mariusza Mirka.

## Dorobek naukowy
Jej zainteresowania naukowe skupiają się nad analizą harmoniczną na przestrzeniach jednorodnych nad rozwiązalnymi grupami Liego (postaci S=AN takimi jakie występują w rozkładzie Iwasawy). Aktywność naukowa profesor Damek uzyskała przychylność Komitetu Badań Naukowych, który od 1991 do 2004 roku nieprzerwanie finansował jej badania. W 1999 roku została laureatką prestiżowego konkursu Fundacji na Rzecz Nauki Polskiej na subsydium dla uczonych.
Jest autorką lub współautorką ponad 20 obszernych prac naukowych, opublikowanych w czasopismach matematycznych o zasięgu międzynarodowym.